# Гриценко, Александр Васильевич
Александр Васильевич Гриценко (1907—1978) — советский государственный и партийный деятель.

## Биография
Родился в 1907 году в Никольске-Уссурийском Приморской области.
В 1924—1927 годах учился в Никольск-Уссурийском сельскохозяйственном техникуме. В 1932—1937 годах обучался в Сельскохозяйственной академии имени К. А. Тимирязева. Член ВКП(б) с 1932 года.
В 1927—1929 годах работал агрономом Черниговского района Дальне-Восточного края.
В 1929—1931 годах служил в РККА.
В 1931—1932 годах — агроном Дальне-Восточного треста масложировой промышленности, затем заместитель управляющего конторой (Хабаровск).
В 1937—1938 годах — начальник Орловского областного земельного отдела.
В 1938—1939 годах был 3-м секретарем Орловского областного комитета ВКП(б).
В 1939—1943 годах — заместитель заведующего Сельскохозяйственным отделом ЦК ВКП(б).
В 1943—1949 годах — заместитель председателя СНК — Совета министров РСФСР.
В 1949—1952 годах — 2-й секретарь Ставропольского краевого комитета ВКП(б).
В 1952—1954 годах был председателем Исполнительного комитета Ростовского областного Совета.
В 1954—1957 годах — председатель Исполнительного комитета Каменского областного Совета.
В 1958—1962 годах — председатель Исполнительного комитета Иркутского областного Совета.
В 1962—1964 годах — председатель Исполнительного комитета Иркутского сельского областного Совета.
В 1964—1965 годах — председатель Исполнительного комитета Иркутского областного Совета.
На 1971 год — заместитель министра заготовок РСФСР.
Умер в 1978 году.